# 王懿律
王 懿律 （おう いりつ、ワン・イーリュー、英: Wang Yi Lyu、1994年11月8日 - ）は、中華人民共和国の男子バドミントン選手。BWF世界ランキング最高位は1位。2020年東京オリンピックの混合ダブルス金メダリスト。

## 経歴
2020年東京オリンピックでは黄東萍とペアを組み、決勝戦で同胞かつ戦績上格上の鄭思維 / 黄雅瓊ペアと対決し、21-17、17-21、21-19で悲願のオリンピック金メダルを獲得した。
2021年のスディルマン杯では、中国チームの優勝に貢献した。